# Numforsångare
Numforsångare (Phylloscopus maforensis) är en fågelart i familjen lövsångare inom ordningen tättingar.

## Utseende och läte
Numforsångaren är en liten (10 cm) och rätt färglös lövsångare som ger ett kortstjärtad intryck. På huvudet är den helt grå på hjässa och ansikte med en något olivgrön anstrykning. Även huvudsidorna är grå, med ett otydligt och kort, ljusare ögonbrynsstreck och ett mörkt, tunt ögonstreck. Ovansidan är olivgrå, med gulaktiga spetsar på större täckarna som formar ett vingband. Vingpennorna har bjärt gulgröna kanter. Övre delen av stjärten är mörkbrun, medan stjärtpennorna har olivgula kanter. Undertill är den smutsvit på strupen, grå på bröstet och på buken har den en ljusgul anstrykning. Ögat är mörkt och näbben hornfärgad. 

## Utbredning och systematik
Fågeln förekommer endast på ön Numfor utanför nordvästra Nya Guinea. Den behandlades tidigare som underart till papuasångare (P. poliocephalus), men urskiljs allt oftare som egen art. Notera att när den inkluderas i papuasångaren övertar den senare det vetenskapliga artnamnet maforensis som har prioritet före poliocephalus.

### Släktestillhörighet
DNA-studier visar att släktet Phylloscopus är parafyletiskt gentemot Seicercus. Dels är ett stort antal Phylloscopus-arter närmare släkt med Seicercus-arterna än med andra Phylloscopus (bland annat numforsångare), dels är inte heller arterna i Seicercus varandras närmaste släktingar. Olika taxonomiska auktoriteter har löst detta på olika sätt. De flesta expanderar numera Phylloscopus till att omfatta hela familjen lövsångare, vilket är den hållning som följs här. Andra flyttar bland andra numforsångaren till ett expanderat Seicercus.

### Familjetillhörighet
Lövsångarna behandlades tidigare som en del av den stora familjen sångare (Sylviidae). Genetiska studier har dock visat att sångarna inte är varandras närmaste släktingar. Istället är de en del av en klad som även omfattar timalior, lärkor, bulbyler, stjärtmesar och svalor. Idag delas därför Sylviidae upp i ett antal familjer, däribland Phylloscopidae. Lövsångarnas närmaste släktingar är familjerna cettior (Cettiidae), stjärtmesar (Aegithalidae) samt den nyligen urskilda afrikanska familjen hylior (Hyliidae).

## Status
Numforsångaren har ett begränsat utbredningsområde och ett litet bestånd som uppskattas till mellan 2 500 och 10 000 vuxna individer. Den tros också minska i antal. Internationella naturvårdsunionen IUCN kategoriserar den som nära hotad.